# Tietê
Tietê este un oraș în São Paulo (SP), Brazilia.